# Presa (escalada)

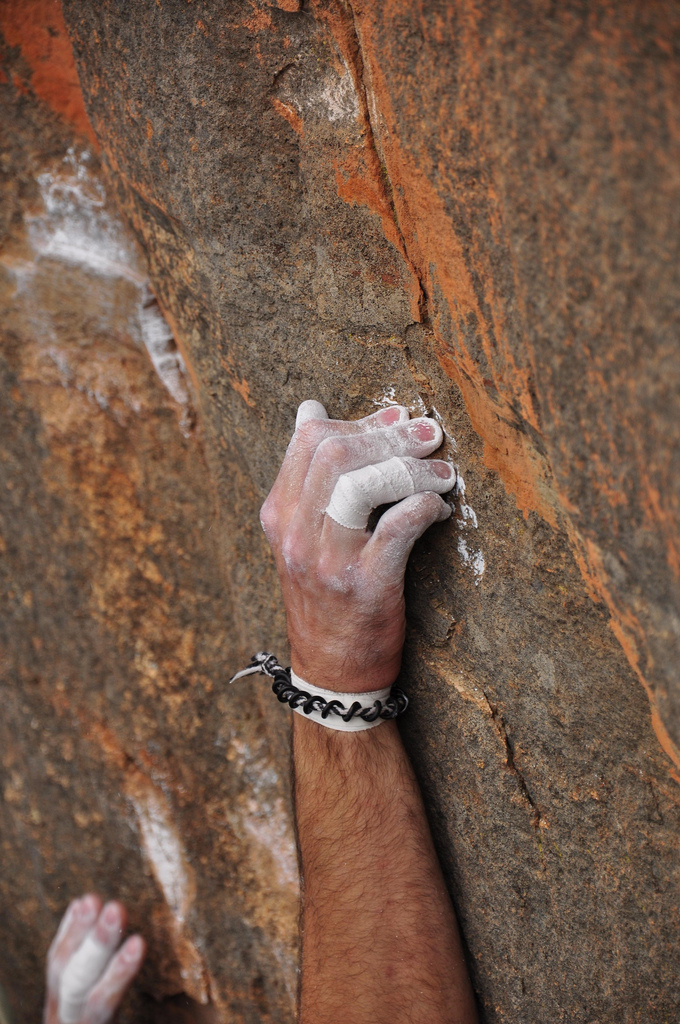
Agarre con la mano en posición arqueada

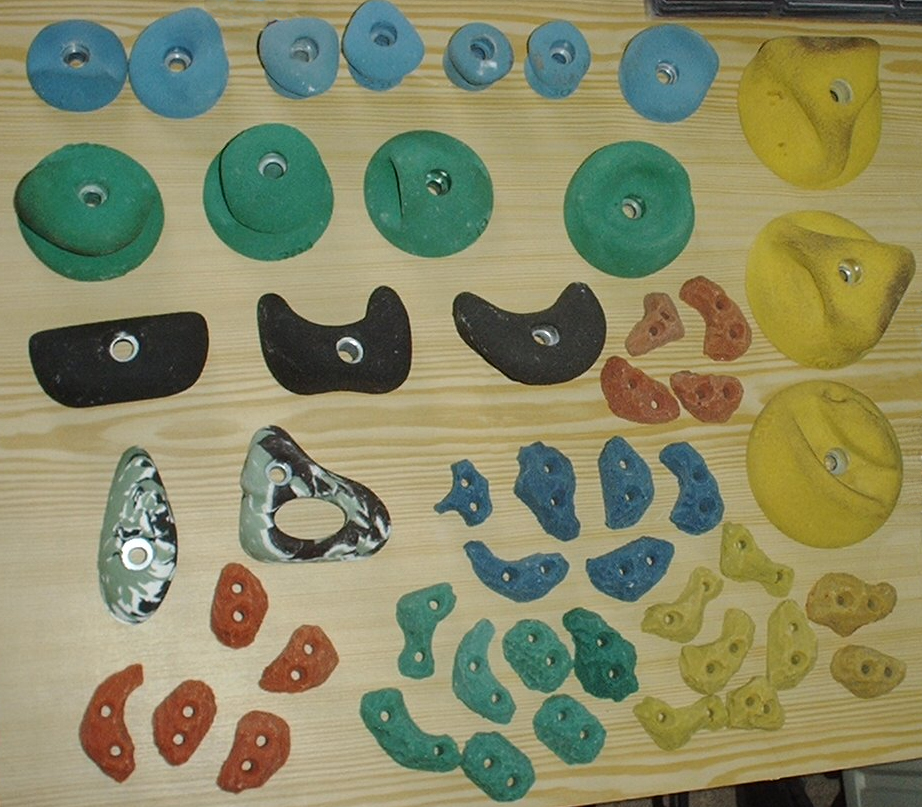
Varias presas artificiales de escalada

Una presa de escalada es una forma de agarre o sujeción en una pared de escalada o una pared natural, que el escalador utiliza para trepar mientras se apoya contra ella o se aferra a ella. En una pared, se disponen en caminos de varias dificultades llamadas vías. Hablamos de "apertura" en caso de descubrimiento de una nueva ruta con diferentes posiciones de presas.
Una presa artificial es una creación en algún material (sintético o natural) que, montado sobre un muro de escalada, simula las condiciones de la roca natural. Las presas tienen tamaños desde pequeño hasta grande, y se colocan entre una distancia variable para construir rutas de diversas dificultades. Los escaladores se aprieta una presa con las manos o se pone los pies encima. En muchas gimnasios de la escalada, las presas artificiales están organizados en un camino que se llama una «ruta» o una «vía». 
La construcción de las presas artificiales son de un poliuretano, de madera, o de una roca natural, con el primero lo más común. 